# Univerzita Mykolase Römerise
Univerzita Mykolase Römerise (litevsky Mykolo Romerio universitetas) je jednou z největších litevských univerzit, jež je pojmenována po litevském právníku, soudci a otci litevského ústavního zákona Mykolasovi Römerisovi. Po obnovení nezávislosti Litevské republiky v roce 1990 se stala státní univerzitou.
V současné na době MRU studuje přibližně 10 000 studentů z 38 zemí. Univerzitní fakulty se nacházejí ve dvou městech, a to ve Vilniusu a v Kaunasu. Pro mezinárodní studenty nabízí bakalářské, magisterské a doktorské studijní programy v anglickém jazyce v oblasti společenských věd.
Univerzita působí v různých světových univerzitních organizacích, včetně Asociace evropských univerzit (EUA) a Mezinárodní asociace univerzit (IAU). MRU vytvořila mezinárodní partnerství s více než třemi sty univerzitami, veřejnými a soukromými institucemi v zahraničí. Asijské centrum MRU, centrum frankofonních studií a institut King Sejong jsou také známé díky organizovaným akcím, konferencím a četným přednáškám. Mezinárodní vztahy jsou dále posíleny návštěvami a přednáškami badatelů, zástupců velvyslanectví a známých zástupců univerzitních organizací.
Univerzita Mykolase Römerise úspěšně provádí jedno ze svých nejdůležitějších poslání – podporuje kulturu výzkumu a inovace. V roce 2015 bylo uskutečněno téměř 900 výzkumných prací, ke kterým je tevřený přístup a více než 50 akademických akcí. Na univerzitě je šest doktorských studijních programů.
V roce 2015 byla na univerzitě otevřena nová pobočka University Mykolase Römerise, Laboratoř sociálních inovací – MRU LAB s 19 laboratořemi. Laboratoře se snaží využít nejnovější výsledky výzkumu pro potřeby společnosti jako celku. Výzkumné a inovační poradenské centrum bylo zřízeno i v nové budově, která se nazývá zkráceně Lab.

## Historie
- 28. října 2004 schválil parlament Litevské republiky usnesení (č. IX-2515) o změně jména právnické univerzity v Litvě a schválení statutu univerzity Mykolase Römerise.
- 16. prosince 2004 Senát univerzity Mykolase Römerise jednomyslně schválil profesora Alvydase Pumputisa jako rektora (usnesení č. 1SN-9).
- 23. července 2009 schválil parlament Litevské republiky rezolucí č. XI-411 nový statut univerzity Mykolase Römerise.
- Podle rezoluce č. XI-411 Seimas Litevské republiky schválil statut Univerzity Mykolase Römerise a rezoluci senátu University Mykolase Römerise
- 6. října 2009 (č. 1SN-10), státního vysokého školství a studijních rozpočtových institucí Univerzita Mykolase Römerise byla reorganizována na státní univerzitní univerzitu Mykolase Römerise.
- Podle rezoluce č. XI-411 parlamentu Litevské republiky, který schválil statut Univerzity Mykolase Römerise a rezoluci senátu University Mykolase Römerise z 6. října 2009 (č. 1SN-10), státního vysokého školství a studijních rozpočtových institucí Univerzita Mykolase Römerise byla reorganizována na státní univerzitní univerzitu Mykolase Römerise.

## Struktura
Řídicí orgány univerzity jsou univerzitní rada, univerzitní senát a rektor univerzity.
Na univerzitě je pět fakult, které tvoří 13 ústavů, devět oddělení a Business and Media School (ve spolupráci s University Middlesex). Nabízí více než 70 programů na bakalářské, magisterské a doktorské úrovni. Studie se provádějí v souladu s hlavními zásadami boloňského procesu. Hlavní obory studia jsou Obchod, Komunikace, Ekonomie, Pedagogika, Finance, Historie, Management, Informatika, Právo, Filologie, Filosofie, Politologie, Psychologie, Veřejná správa, Veřejná bezpečnost, Sociální práce a Sociologie.

### Fakulty
- Fakulta ekonomiky a financí
- Právnická fakulta
- Fakulta politologie a managementu
- Fakulta veřejné bezpečnosti
- Ústav komunikace
- Ústav pedagogických věd a sociální práce
- Ústav humanitních oborů
- Ústav psychologie

### Administrativní dělení
- Centrum akademických záležitostí
  - Kariérní centrum
  - Centrum digitálních studií
  - Oddělení pro zlepšení kvalifikace a uznávání kompetencí
- Knihovna
- Středisko podpory výzkumu a inovací
  - Kancelář pro kvalitu a analýzu výzkumu
  - Centrum pro sociální inovace
  - Oddělení výzkumu komunikace
  - Oddělení přenosu dat
  - Projekt Office
- Zahraniční oddělení
- Asijské centrum
- Institut King Sejong
- Centrum frankofonních studií
- Kanceláře
  - Dokumentační kancelář
  - Právnická kancelář
  - Personální úřad
- Centrum uměleckého vzdělávání
- Úřad pro správu majetku
  - Divize správy a údržby budov
  - Servisní jednotka
- IT centrum
- Centrum pro zdraví a sport

## Studium na MRU
Pro mezinárodní studenty nabízí Universita Mykolase Römerise bakalářské, magisterské a doktorské programy v anglickém jazyce. Je to první univerzita v Litvě, která nabízí možnost výběru mezinárodních společných studijních programů vedoucích k dvojím nebo dokonce trojnásobným diplomům. Společné programy jsou nabízeny ve spolupráci s univerzitami z Velké Británie, Francie, Rakouska, Finska a dokonce i Jižní Koreje.
Asi 500 vysokoškolských studentů se každý rok účastní mezinárodní výměny (studií a stáží) prostřednictvím programu Erasmus, Nordplus nebo jiných mezinárodních programů. V současné době studenti takto navštěvují než 25 zemí, jako je USA, Jamajka, Německo, Ukrajina, Turecko, Ázerbájdžán, Indie atd.
Studijní programy nabízené na univerzitě Mykolase Römerise jsou průběžně obnovovány a aktualizovány, reagující na potřebu společnosti a poskytovat mladým lidem znalosti a dovednosti nezbytné k vybudování úspěšné kariéry. Litevský diplom je uznáván ve všech zemích, které podepsaly Lisabonskou úmluvu o uznávání (podepsalo 50 zeměmi a mezinárodních organizací). To znamená, že si studenti mohou být jisti, že jejich kvalifikace získaná v Litvě bude platná ve všech těchto zemích.
V roce 2010 byla univerzita Mykolase Römerise oceněna štítkem o dodatku k diplomu, který uvádí, že dodatek k diplomu MRU se setkává se vzorkem Evropské komise, Rady Evropy a UNESCO / CEPER. V roce 2012 byla univerzita Mykolase Römerise oceněna značkou ECTS. Značka zvyšuje profil instituce transparentního a spolehlivého partnera v evropské a mezinárodní spolupráci (udělený pouze 64 institucím v Evropě, pouze 2 v Litvě). Jedná se o jeden z nejdůležitějších znaků, které potvrzují vysokou kvalitu studia na univerzitě.

### Studijní programy
- Mezinárodní a mezikulturní komunikace
- Ekonomika inovací
- Volnočasové a zábavní vzdělávání
- Finance
- Informatika a digitální obsah (společný studijní program s univerzitou Dongseo, Jižní Korea)
- Management cestovního ruchu
- Sociální pedagogika a právo
- Angličtina pro specifické účely a druhý cizí jazyk
- Veřejná politika a řízení
- Psychologie
- Veřejná správa
- Sociální práce a právo

### Absolventské programy
- Mezinárodní obchod
- MBA (Obchodní administrativa)
- Správa sociálních technologií (společný studijní program s univerzitou Fernanda Pessoa, Portugalsko)
- Elektronický podnikový management
- Komunikační a kreativní technologie / Komunikační a tvůrčí průmysl
- Finanční trh
- Finanční řízení
- Aplikovaná informatika a podnikání
- Informatika a vizuální obsah (společný studijní program s univerzitou Dongseo, Jižní Korea)
- Mezinárodní zákon
- Evropské a mezinárodní obchodní právo (společný studijní program s univerzitou Savoie ve Francii)
- Právo a správa Evropské unie (dvojitý diplomový program na univerzitě v Bordeaux, Francie)
- Právní úprava veřejné správy a lidských práv (společný studijní program s Národní univerzitou Taras Shevchenko v Kyjevě, Ukrajina)
- Zákon o duševním vlastnictví (společný studijní program s Národní univerzitou Taras Shevchenko v Kyjevě, Ukrajina)
- Soukromé právo (společný studijní program s Národní univerzitou Taras Shevchenko v Kyjevě, Ukrajina)
- Zdravotní právo a politika (společný studijní program s Národní univerzitou Taras Shevchenko v Kyjevě, Ukrajina)
- Mezinárodní politika a ekonomika
- Pracovní a organizační psychologie (společný studijní program s Technickou univerzitou v Tallinnu, Estonsko)
- Veřejná správa
- Strategické řízení hranic
- Sociální práce s mládeží a dětmi (společný studijní program s univerzitou Riga Stradins, Lotyšsko)
- Podniková sociologie a průzkum trhu
- Srovnávací sociální politika a sociální péče (společný diplom s univerzitou v Tampere ve Finsku a univerzitě Johannesa Keplera Linz, Rakousko)

### Postgraduální programy
- Právo
- Právo, věda a technologie - LAST-JD - (program realizovaný ve spolupráci s University of Bologna, Itálie, Turínská univerzita, Itálie, Autonomní univerzita v Barceloně, Španělsko, Lucemburská univerzita, Lucembursko, Univerzita Tilburg)
- Management
- Ekonomika
- Psychologie
- Pedagogika

## Výzkumná činnost
Univerzita Mykolase Römerise se zabývá základním a aplikovaným výzkumem, účastní se národních, regionálních a mezinárodních výzkumných programů a projektů a prakticky uplatňuje výsledky výzkumu a šíří je veřejnosti. Výsledky výzkumu prováděné na fakultách, odděleních, laboratořích, institucích a střediscích univerzity tvoří základ integrace mezi výzkumem a studiem. Tradičně univerzita se zabývá výzkumem v oblasti společenských věd a nedávno zahájila výzkum v oblasti biomedicíny, technologie a humanitních oborů.

## Internacionalizace
Mezinárodní spolupráce na MRU je zaměřena na posílení internacionalizace studia a výzkumu. Ve spolupráci s dalšími institucemi jsou vytvořeny společné studijní programy. Studenti, akademici a administrativní pracovníci se účastní výměnných programů, mezinárodních konferencí a dalších akcí. Mezinárodní vazby univerzity se rozprostírají na všech regionech zeměkoule. Má přidružené vztahy s více než 400 zahraničními akademickými a státními institucemi. Od roku 2006 univerzita nabízí společné magisterské studijní programy a povzbuzuje své studenty, aby získaly dvojité nebo trojité diplomy. Jedním z cílů internacionalizace univerzity je diverzifikace studentů, čímž počet zahraničních studentů neustále roste. To umožňuje litevským i zahraničním studentům sdílet zkušenosti a myšlenky a spolupracovat na společných mezinárodních projektech, rozšiřovat jejich světové názory a kulturní povědomí.

## Univerzitní prostředí
Univerzita je známá tím, že má moderní infrastrukturu v zemi. Centrální kampus MRU se nachází v severní části Vilniusu, obklopen parkem. Kampus je snadno dostupný veřejnou dopravou z jakéhokoli místa ve Vilniusu. Do centra města autobusem trvá přibližně 25 minut. Ubytování na akademické půdě je nabízeno všem zahraničním studentům, místo v třílůžkovém nebo dvoulůžkovém pokoji ve Studentském domě univerzity stojí 85–100 eur měsíčně. Pro pohodlí studentů poskytuje univerzita jídelnu a kavárny, kde je možné snídani, oběd nebo večeři za 2–4 eur. Univerzitní knihovna s otevřeným přístupem 24 hodin denně a přednáškové sály jsou vzdáleny pouhých 5 minut chůze od ubytování. Mnoho dalších služeb nabízených univerzitou je zcela zdarma – velké parkoviště, sportovní haly a tělocvičny, venkovní sportovní vybavení, bezdrátové připojení k internetu, kulturní a vzdělávací aktivity, kurzy cizích jazyků atd.

## Sport
Univerzita Mykolase Römerise je ideálním místem pro sport nebo posilování. Studenti jsou povzbuzováni, aby se zapojili do aktivního životního stylu v kampusu prostřednictvím organizovaných aktivit a individuální podpory zdraví. Byly zřízeny nové atletické haly pro gymnastiku, hry a stolní tenis.
MRU byla partnerem EuroBasketu 2011, všech osm nejlepších týmů trénovalo v místním vybavení. Univerzita Mykolas Römeris má dlouhodobě olympijského ducha a jako důkaz dne 1. prosince 2010 udělil Litevský národní olympijský výbor (LNOC) rektorovi univerzity Mykolase Römerise prof. Dr. Alvydasu Pumputisovi čestnou medaili za přínos univerzity pro sport. Artūras Poviliūnas, předseda Litevského národního olympijského výboru, uvedl, že sportovci na této univerzitě mají nejlepší studijní podmínky.[zdroj⁠?!]

### Olympijští medailisté
- Letní olympijské hry v Rio de Janeiru (2016): studenti MRU Mindaugas Griškonis a Saulius Ritter vyhráli stříbrnou medaili ve veslování mužů.
- Letní olympijské hry v Londýně (2012): Absolventi MRU Laura Asadauskaitė-Zadneprovskienė získali zlatou medaili v moderním pětiboji, student MRU Jevgenij Šuklin vyhrál stříbrnou medaili ve finále mužského canoeingu.
- Letní olympijské hry v Pekingu (2008): studenti MRU Edvinas Krungolcas a Andrejus Zadneprovskis vyhráli stříbrnou a bronzovou medailí v moderním pětiboji.
- Letní olympijské hry v Aténách (2004): Student MRU Andrejus Zadneprovskis získal stříbrnou medaili v moderním pětiboji.

### Ostatní sportovci
Student MRU Giedrius Titenis je dvojnásobný olympijský plavec, který v roce 2009 získal bronzovou medaili v mistrovství světa. Student MRU Andrej Olijnik se účastnil olympijských her v roce 2016 a získal stříbrnou medaili v mistrovství světa v kánoi sprint v roce 2011.